# Eucilodes ussuriensis
Eucilodes ussuriensis is een keversoort uit de familie buitelkevers (Eucinetidae). De wetenschappelijke naam van de soort werd in 1989 gepubliceerd door Nikolay Borisovich Nikitskiy.